# Phlebia lacteola
Phlebia lacteola är en svampart som först beskrevs av Hubert Bourdot, och fick sitt nu gällande namn av Mads Peter Christiansen 1960. Phlebia lacteola ingår i släktet Phlebia och familjen Meruliaceae.  Arten är reproducerande i Sverige. Inga underarter finns listade i Catalogue of Life.